# Промышленность Японии
Промышленность Японии — одна из наиболее развитых и передовых в мировой экономике; к лидерам мировой экономики относятся такие японские компании, как «Тойота Моторс», «Мацусита Электрик», «Сони корпорейшн», «Хонда Моторс», «Тошиба», «Фудзицу» и др.
В автомобильной, электронной и электротехнической отраслях велика роль среднего и малого бизнеса.
Главным структурным фактором является наука и образование, поэтому им уделяется особое внимание.

## Районирование
Три больших района:
1. Токио — Иокогамский промышленный район (Кей-хин; префектуры Токио, Канагава, регион Канто, Восточная Япония)
2. Нагойский промышленный район (Тюкё)
3. Осакско-Кобский промышленный район (Хан-син), на которые приходится более 50 % доходов обрабатывающих отраслей.

Другие районы
1. на севере о. Кюсю (регион Кюсю; Китакюсю)
2. Внутренне-японский морской промышленный район (Сето-Найкай)
3. Восточный морской промышленный район (Токай)
4. Промышленный район северных земель (Хокурику)
5. Канто
6. Токийско-Тибский промышленный район (Кэй-ё; префектура Тиба, регион Канто, Восточная Япония)
7. Касимский промышленный район (Касима; префектура Ибараки, регион Канто, Восточная Япония)

Наиболее отсталые в индустриальном отношении Хоккайдо, северный Хонсю и южный Кюсю, где развиты чёрная и цветная металлургия.

## История
1960-е годы — эпоха японского экономического чуда.
Согласно государственной программе развития национальной системы научно-исследовательских и опытно-конструкторских работ (НИОКР) был осуществлён[когда?] переход от импорта технических достижений к разработке собственной системы НИОКР. Осуществлены кардинальные меры по совершенствованию подготовки кадров и дальнейшего развития международного научного сотрудничества. Были созданы крупные научные центры, занимающиеся разработками в области физики твёрдого тела, атомной энергетики, физики плазмы, новейших конструкционных материалов, космических роботов и др.

## Добывающая промышленность
- Горная промышленность Японии

## Металлургия
- чёрная металлургия
- цветная металлургия

Своих запасов чёрной и цветной руды на архипелаге нет; несмотря на это, в стране продолжают работать металлургические комбинаты, большинство из которых — производства полного цикла.
Главный ажиотаж в чёрной металлургии пришёлся на 60–70-е годы ХХ столетия. Однако после топливного кризиса 1973–1974 гг. спрос на металл стал постепенно снижаться.

## Судостроение

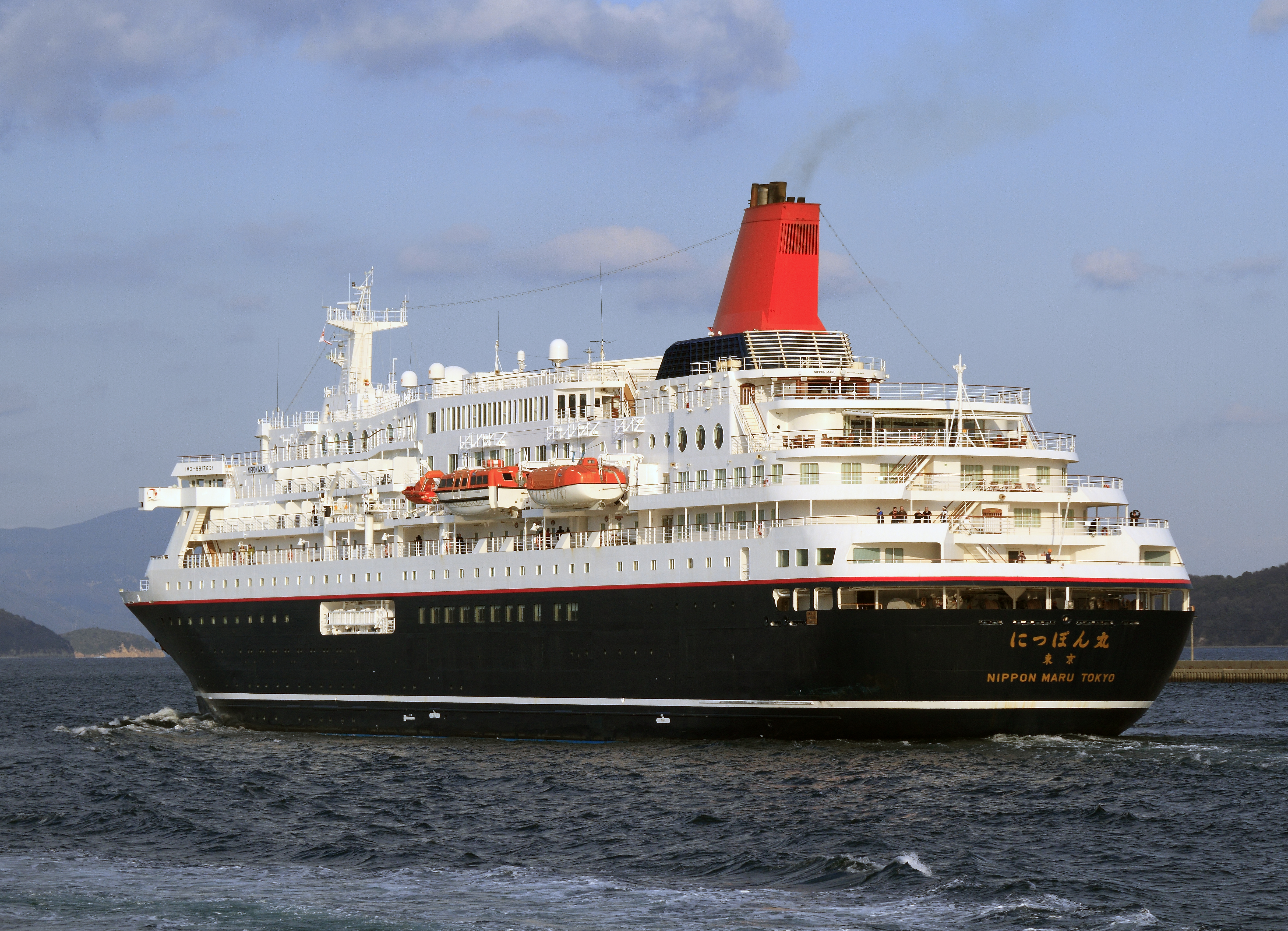
Японский корабль «Ниппон-мару».

Судостроение является традиционной отраслью производства для Японии на протяжении многих веков. Основными судостроительными районами являются побережье Внутреннего Японского моря, северные берега острова Кюсю и Тихоокеанское побережье.
Крупнейшие заводы расположены в городах Сасебо, Нагасаки, Куре, Ономити, Сакаиде, Кобе, Йокосука, Йокогама, Хакодате.
Ведущими японскими судостроительными компаниями являются
«Сасэбо» (Сасебо),
«Мицубиси» (Нагасаки),
«Кавасаки» (Кобе),
«Юниверсал» (Кавасаки)
и другие.
После Второй мировой войны, благодаря совершенствованию техники судостроения, Япония была мировым лидером в этой области.
В первой половине 1970-х годов она выпускала корабли суммарной грузоподъёмностью свыше 16 млн тонн. Однако после нефтяного шока, в 1974—1975 гг. спрос на крупные танкеры для перевозки нефти резко сократился, что привело к резкому падению производства.
В 1980-х годах японские судостроители оправились после кризиса, но были вынуждены вступить в борьбу с конкурентами из Южной Кореи и коммунистического Китая.
В начале XXI века Япония и Корея продолжают вести борьбу за лидерство на международном рынке судостроения.
В мае 2021 г. в японском порту Кобе был представлен первый в мире танкер для перевозки сжиженного водорода Suiso Frontier ( природного водоворота), построенный корпорацией Kawasaki Heavy Industries Ltd (KHI).

## Автомобилестроение

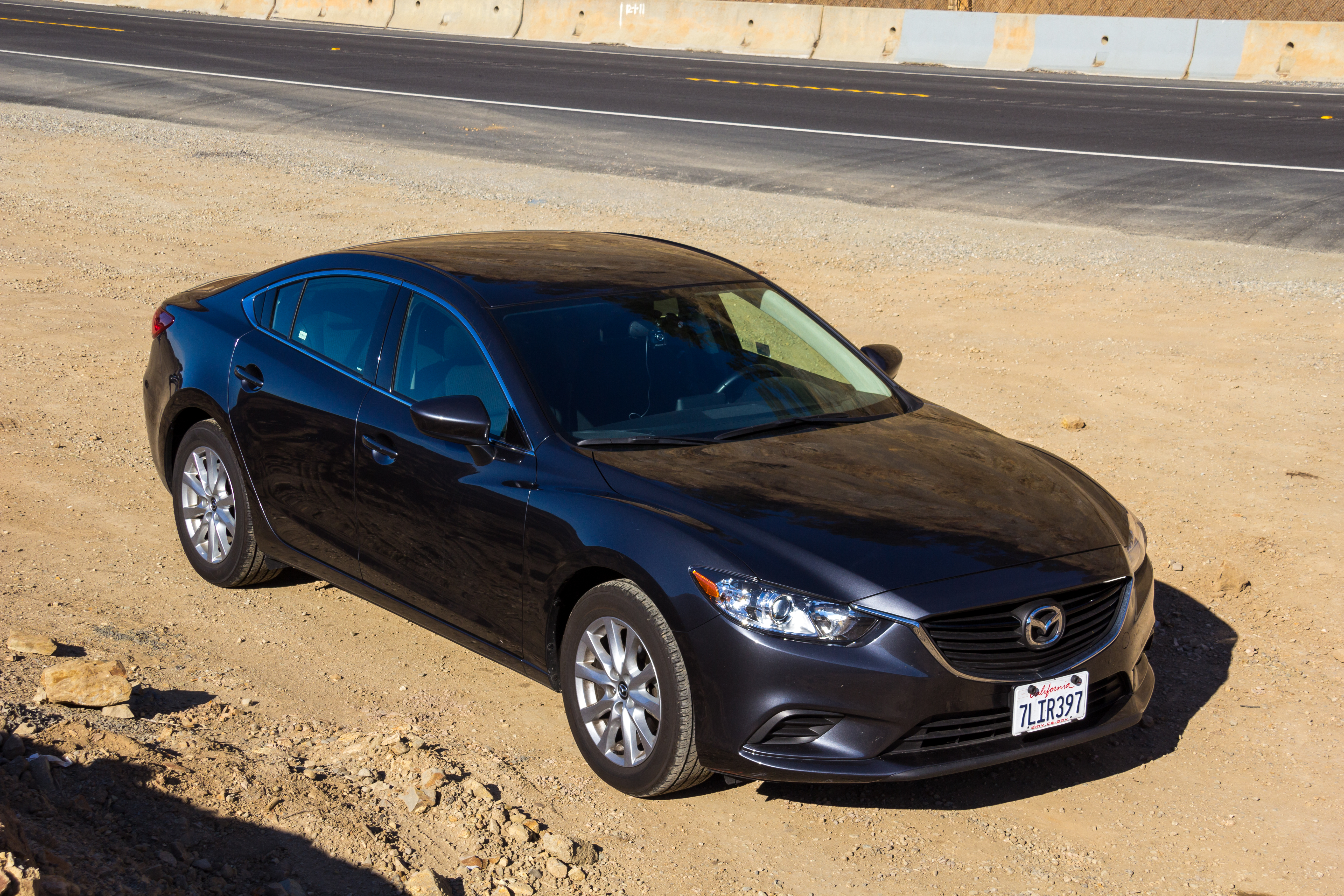
Автомобиль Mazda

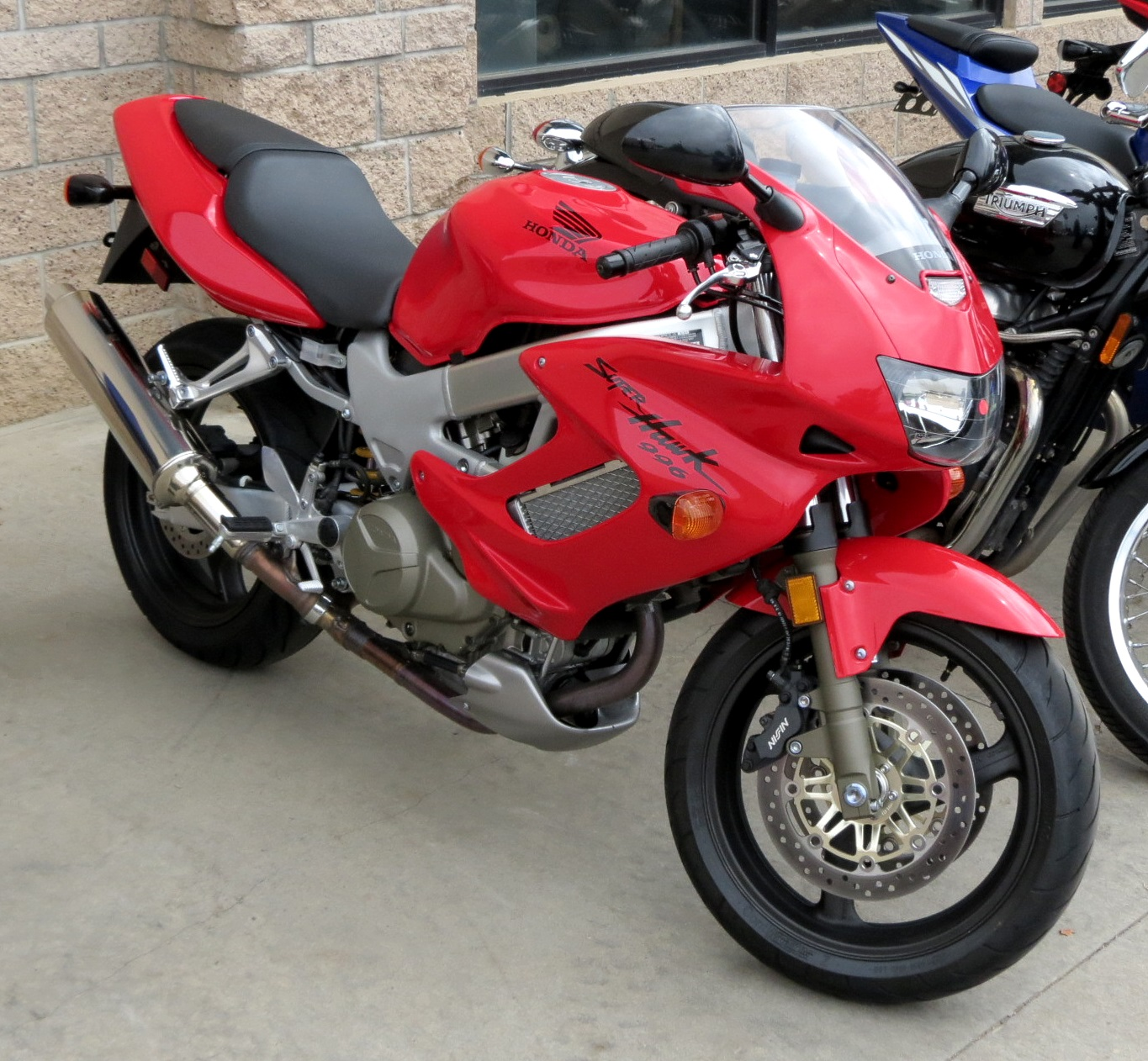
Мотоцикл Honda

Автомобилестроение — одна из основных отраслей промышленности, которая обеспечила стремительное развитие японской экономики во второй половине XX века. Автомобильная продукция является одной из главных статей японского экспорта.
Крупные автомобилестроительные районы расположены в префектурах Канагава, Сидзуока и Айти. Крупнейшие заводы находятся в городах Хиросима, Сидзука, Тоёта, Хамамацу, Йокосука, Иокогама, Ота.
Японское автомобилестроение получило развитие в 1960-х годах в эпоху японского экономического чуда.
Начиная с 1970-х годов предприниматели начали экспорт собственной автомобильной продукции в США. Это привело к торговому конфликту между обеими странами в 1974 году. Для его решения японское правительство установило ограничения на вывоз японских автомобилей за границу, а японские предприниматели частично перенесли своё производство на территорию США. Решение конфликта успешно способствовало развитию японского автомобилестроения.
Наивысшего пика производство достигло в 1989 году, когда в стране было произведено около 13 млн автомобилей, из которых 6 миллионов были экспортированы за рубеж.
В начале 1990-х наблюдался спад производства автомобилей, до уровня 1979 года. Он сменился периодом стагнации, который закончился в 2002 году восстановлением роста.
В начале XXI века в этой отрасли занято около 8 млн человек. Особенностью этого периода стала массовая организация сборочных филиалов японских компаний в Азии.

## Авиастроение
Авиационная промышленность Японии зародилась после Первой мировой войны и поначалу во многом опиралась на идеи и разработки, заимствованные за рубежом.
Ко времени Второй мировой войны японская авиапромышленность обладала значительным потенциалом, что позволило стране в 1942-1945 гг. вести активные боевые действия в воздухе.
После поражения в войне, стране только в 1952 году было разрешено восстановить производство запасных частей и осуществлять ремонт американских самолётов и вертолётов, участвовавших в войне в Корее, а затем и во Вьетнаме.
- корпорация Кавасаки (Kawasaki) — военные самолёты.
- корпорация ИХИ (IHI Corporation) — авиационные двигатели.

см. Категория:Авиастроительные компании Японии

## Электроника/Электротехника
см. Электронная промышленность Японии
Широчайшая номенклатура домашней электроникой  (аудио- и видеотехника, фототехника и пр.).
Предприятия:
- Sony
- Sharp
- JVC / Kenwood Corporation (JVCKenwood)
- Hitachi
- Panasonic (Matsushita)
- Pioneer
- Mitsubishi
- Toshiba
- Yamaha

- Фототехника и тп.: Nikon, Canon, Olympus, Konica Minolta, Fujitsu.
- Электронные музыкальные инструменты: Korg, Roland.
- Игровые приставки: Nintendo, Sega.
- Seiko (Seiko Epson), Casio и Citizen.

Множество передовых разработок:
формат аналоговый видеозаписи Betamax, разработанный корпорацией «Сони» в 1975 году;
разработанный корпорацией JVC формат видеозаписи VHS, представленный на японском рынке в 1976 году;
разработка фирмой «Сони» портативного аудиоплеера (Walkman, в Японии с июля 1979 года); фирмой «Сони», совместно с Филипс, — формата CD (компакт-диск, с 1980 года), а позже — и DVD (первые диски и проигрыватели DVD появились в ноябре 1996 года в Японии).
Видеомагнитофон фирмы «Сони» системы VHS:

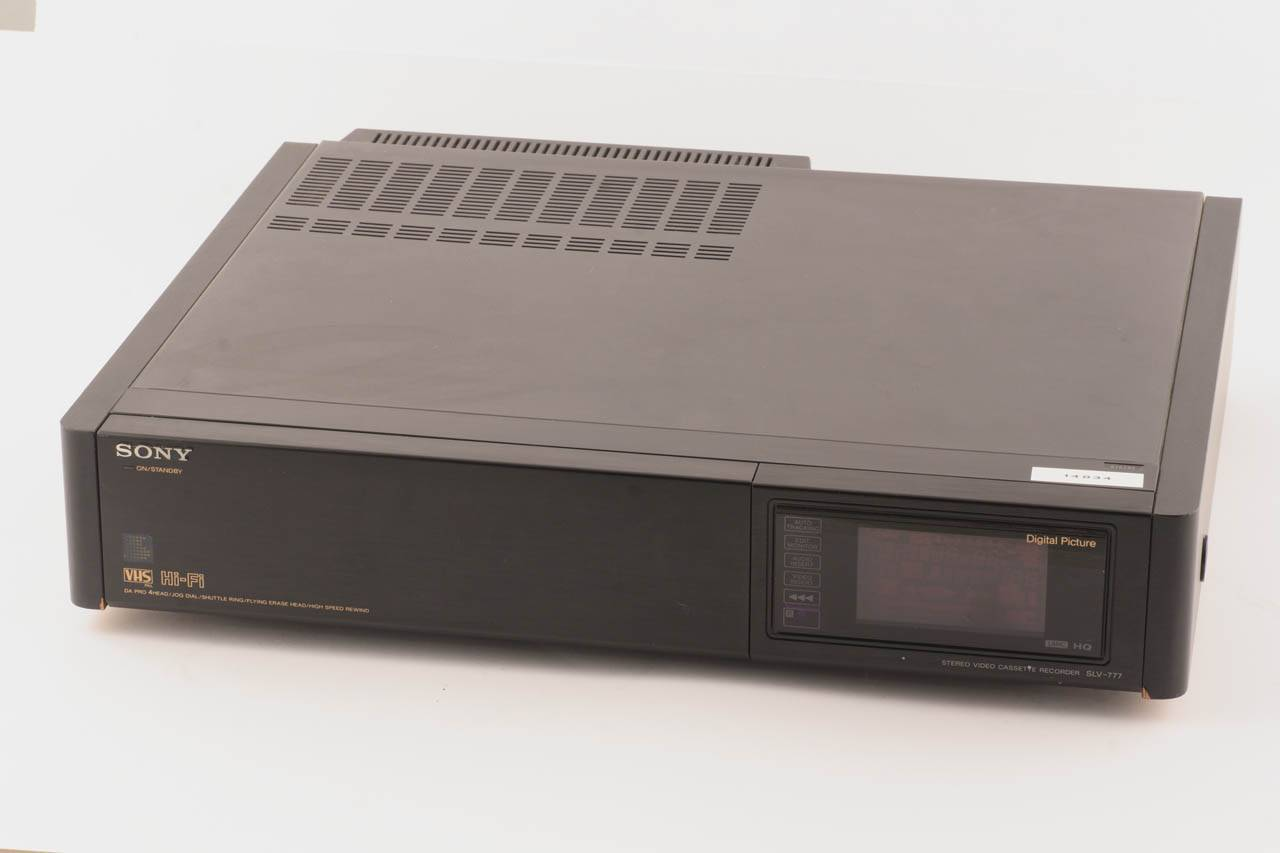
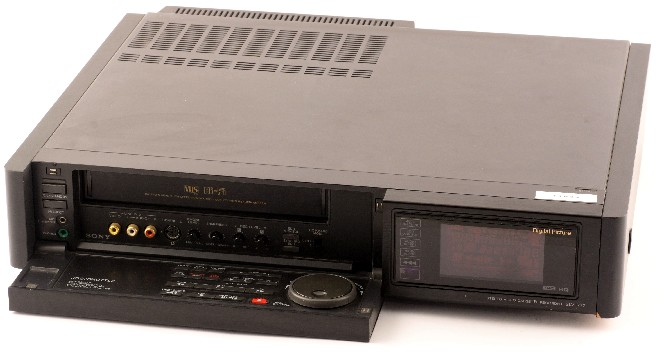

### Робототехника
1980 — коммерческое начало производства роботов, производимых на основе высоких технологий.
В 2004 на долю Японии приходилось около 45 % функционирующих в мире промышленных роботов (в абсолютных цифрах: к концу 2004 года в Японии было задействовано 356,5 тыс. промышленных роботов, на втором месте со значительным отрывом шли США — 122 тыс. промышленных роботов).
Япония занимает первое место в мире по экспорту промышленных роботов, ежегодно производя более 60 тыс. роботов, почти половина из которых идет на экспорт.

## Военная промышленность
Несмотря на поражение во Второй мировой и пацифистскую конституцию, в современной Японии есть относительно развитая военная промышленность (и военно-промышленный комплекс).
Япония производит практически весь спектр ручного огнестрельного оружия. В настоящее время производятся
автоматы Howa Type 64 и Howa Type 89,
снайперскую винтовку Howa M1500,
пулемёт Sumitomo NTK-62,
а также револьвер Miroku Liberty Chief.
Всё это оружие состоит на вооружении сил самообороны Японии, полиции и спецназа. В силу конституционных ограничений, ни одно из произведённых в Японии типов огнестрельного оружия не поставляется на экспорт.
В разные промежутки времени, японская военная промышленность также производила, по лицензии, иностранные виды оружия.
Строятся свои военные суда для ВМС Японии
Производятся танки (Тип 10)
Разрабатывается свой истребитель пятого поколения (Mitsubishi X-2 Shinshin).
До недавнего времени экспорт вооружений на мировой рынок был невозможен, по причине законодательного запрета на экспорт высокотехнологичной продукции военного и двойного назначения; однако в 2014 году в законы были приняты поправки, разрешившие Японии экспорт вооружений.

## Прочее
- Shimano — один из крупнейших в мире производителей оборудования для велосипедов, а также снаряжения для рыбалки и гребли.
- Yonex — производитель экипировки для бадминтона, тенниса и гольфа; производит ракетки, воланы, клюшки, одежду и аксессуары для данных видов спорта.